# Simulium sastscheri
Simulium sastscheri är en tvåvingeart som beskrevs av Machavariani 1966. Simulium sastscheri ingår i släktet Simulium och familjen knott. Inga underarter finns listade i Catalogue of Life.